# Żółw kaspijski
Żółw kaspijski (Mauremys caspica) – gatunek żółwia z rodziny batagurowatych (Geoemydidae).
Zasięg występowaniaZamieszkuje Bliski Wschód, Kaukaz i wybrzeża Morza Kaspijskiego. Występuje na terenie następujących państw: Armenia, Azerbejdżan, Bahrajn, Gruzja, Iran, Irak, Rosja (Dagestan), Arabia Saudyjska, Syria, Turcja i Turkmenistan.
SystematykaOpisano podgatunki siebenrocki i ventrimaculata, ale nie są one obecnie uznawane. Za podgatunki żółwia kaspijskiego do przełomu XX i XXI wieku często uznawane były traktowane obecnie jako osobne gatunki Mauremys rivulata i Mauremys leprosa (żółw hiszpański).
RozmiaryDługość karapaksu samców do 23 cm, samic do 25 cm.
EkologiaGatunek ziemnowodny, jajorodny. Jego środowisko to rzeki, bagna i stawy.